# Agente X 1-7 operazione Oceano
Agente X 1-7 operazione Oceano è un film del 1965, diretto da Tanio Boccia.

## Trama
Uno scienziato che ha sviluppato una formula per aumentare l'approvvigionamento alimentare mondiale, è stato rapito da alcuni terroristi che vogliono impedire la faccenda. L'agente X 1-7 George Collins ha il compito di trovarlo e di liberarlo dal luogo dove è stato imprigionato.